# Affari di famiglia (serie televisiva)
Affari di famiglia è una serie della Radiotelevisione della Svizzera italiana. Ideata e prodotta da Erica Bottega. Regia di Chris Guidotti e Marco Maccaferri. Realizzazione di Polivideo SA.
La prima stagione ha debuttato il 25 dicembre 2004 su RSI LA1, mentre la sesta e ultima stagione si è conclusa il 27 dicembre 2013.

## Trama della serie
La storia narra le vicissitudini di una famiglia svizzero italiana che coinvolge 3 generazioni, nonni zii, figli, cugini e nipoti. L'idea alla base di Affari di famiglia consiste nel contrapporre due mondi e metterli a confronto: il nostro vecchio mondo tradizionale, con il suo linguaggio, le sue metafore, i suoi punti di riferimento e un mondo più giovane, con il suo desiderio di "metropoli", con i suoi gusti nuovi studi e nuove professioni.

## Ambientazione
Le vicende si svolgono nel Locarnese, nel Canton Ticino (in Svizzera), e più precisamente in un vigneto di Tenero, nelle città di Locarno e Ascona e a volte negli studios. Dalla quarta stagione come location c'è anche l'agriturismo di Gabriele. Dalla sesta serie si è anche aggiunta la Piazza Riforma di Lugano, e l'USI (Università della Svizzera italiana).

## Episodi
La prima stagione è andata in onda durante le festività natalizie, dal 25 dicembre 2004 al 6 gennaio 2005, composta da 13 episodi. La seconda è stata trasmessa sempre durante le festività, dal 26 dicembre 2005 al 6 gennaio 2006 ed è formata da 12 episodi.
La terza stagione è stata mandata in onda dal 22 novembre all'11 dicembre 2008; è la stagione più lunga della serie assieme alle successive con 20 episodi. La quarta stagione è iniziata il 12 dicembre ed è terminata il 31 dicembre 2009. La quinta stagione ha preso avvio il 5 dicembre e si è conclusa il 30 dicembre 2011. La sesta e ultima stagione è andata in onda dal 2 dicembre 2013 al 27 dicembre 2013 con un ascolto medio del 44,1%.
| Stagione         | Episodi | Prima TV Svizzera Italiana |
| ---------------- | ------- | -------------------------- |
| Prima stagione   | 13      | 2004-2005                  |
| Seconda stagione | 12      | 2005-2006                  |
| Terza stagione   | 20      | 2008                       |
| Quarta stagione  | 20      | 2009                       |
| Quinta stagione  | 20      | 2011                       |
| Sesta stagione   | 20      | 2013                       |

## Interpreti e personaggi passati
- Karin Giegerich (s.1-4): Liliana
- Paolo Romano (s.1-2): Andrea
- Alma Ramos (s.1, 3-4): Luna
- Sofia Besomi (s.3-4): Greta
- Claudio Moneta (s.3-4): Gianmarco
- Giorgia Sinicorni (s.3-5): Viola
- Anna Maria Mion (s.1-5): Signora Bianchi
- Giorgio Ginex (s.1): Paolo
- Samuela Baratella (s.1): Eva
- Edo Figini (s.1): Giuli
- Sergio Filippini (s.2-5): Giuli
- Francesca Cavallin (s.1-2): Marie
- Gaetano D'Amico (s.2): Jean Dorsé
- Stefano Abbati (s.3): Orlando
- Francesca Vettori (s.3): Lidia
- Gabriele Greco (s.3): Gabriele
- Marco Minetti (s.3-4): Marco
- Elisabetta de Palo (s.4): Chiara
- Giancarlo Previati (s.4): Thomas Sutter
- Hossein Taheri (s.4): Ara
- Davide Palla (s.4): Ale
- Paola Bigatto (s.4): Trudy
- Denis Michallet (s.4-5): Pierre
- Fabrizio Croci (s.4-5): Filippo
- Stefano Annoni (s.5): Giacomo
- Milutin Dapcevic (s.5): Boris
- Leonia Rezzonico (s.5): Maria